# Panicum trichonode
Panicum trichonode är en gräsart som beskrevs av Georg Oskar Edmund Launert och Stephen Andrew Renvoize. Panicum trichonode ingår i släktet vipphirser, och familjen gräs. Inga underarter finns listade i Catalogue of Life.